# هنريكي دينيس
هنريكي دينيس هو لاعب كرة قدم برتغالي في مركز الوسط، ولد في 21 يناير 1990 في Monção ‏ في البرتغال. شارك مع منتخب البرتغال تحت 16 سنة لكرة القدم ومنتخب البرتغال تحت 17 سنة لكرة القدم ومنتخب البرتغال تحت 18 سنة لكرة القدم ومنتخب البرتغال تحت 19 سنة لكرة القدم ومنتخب البرتغال تحت 20 سنة لكرة القدم ومنتخب البرتغال تحت 21 سنة لكرة القدم. أما مع النوادي، فقد لعب مع ديبورتيفو فابريل وفيتوريا دي غيماريش ونادي إسترا 1961 ونادي دلهي ديناموس.

## وصلات خارجية
- هنريكي دينيس على موقع قاعدة بيانات كرة القدم.إي يو (الإنجليزية)
- هنريكي دينيس على موقع Soccerway.com (الإنجليزية)
- هنريكي دينيس على موقع AS.com (الإسبانية)